# David Chibuye
David Chibuye est un boxeur zambien né en 1957 dans la province de Copperbelt.

## Carrière
David Chibuye est médaillé de bronze aux Jeux du Commonwealth de Brisbane en 1982 dans la catégorie des poids super-légers, puis médaillé d'argent aux championnats d'Afrique de Kampala en 1983 dans la même catégorie.